# Коричневая кошачья акула
Коричневая кошачья акула (лат. Apristurus brunneus) — один из видов рода чёрных кошачьих акул (Apristurus), семейство кошачьих акул (Scyliorhinidae). Обитают в восточной части Тихого океана, встречаются на глубине до 950 м. Максимальная зарегистрированная длина 68 см. Размножаются яйцеживорождением. Рацион состоит в основном из донных беспозвоночных. Не представляют интереса для коммерческого промысла.

## Ареал
Коричневые кошачьи акулы обитают в восточной части Тихого океана у берегов Британской Колумбии, Канады, Мексики, Эквадора, Панамы, Перу, США (Калифорния, Орегон, Вашингтон) на глубине от 33 до 950 м.

## Описание
У коричневой кошачьей акулы длинное и тонкое тело с широким рылом в форме колокола. Окраска темно-коричневого цвета со светлыми отметинами на задних краях плавников. Тело мягкое и дряблое, кожа нежная, легкоранимая. Два спинных плавника одинакового размера без шипов. Первый спинной плавник начинается у переднего края брюшного плавника, а второй спинной плавник расположен в передней части анального плавника. Максимальный размер 68 см, средний размер от 30 до 60 см.
У коричневой кошачьей акулы короткое и широкое рыло, от 7 до 12 спиральных кишечных клапанов, верхняя губная борозда существенно длиннее нижней борозды; прерывистый надглазничный сенсорный канал.

## Биология
Это малоизученный вид акул. Считается, что коричневые кошачьи акулы ведут одиночный, ночной образ жизни. Вероятно, они совершают миграции, однако, большую часть года они проводят у края континентального шельфа. Считается, что у них хорошо развито обоняние и они обладают электрорецепцией, которая позволяет им обнаруживать электрические импульсы, испускаемые другими животными, а также магнитные поля, что помогает им ориентироваться.
Коричневые кошачьи акулы питаются донными животными, в том числе креветками, ракообразными, кальмарами и мелкими рыбами. Считается, что на коричневых кошачьих акул охотятся крупные акулы и другие рыбы, однако подробных данных нет.

### Размножение и жизненный цикл
Коричневые кошачьи акулы размножаются, откладывая по одному яйцу из яйцевода. Яйцо заключено в яйцевую капсулу, которая имеет около 5 см в длину и 2,5 см в ширину. Прозрачная капсула имеет длинные усики, которые служат для прикрепления к грунту. Инкубационный период, возможно, составляет один год. В канадских водах самки откладывают икру с февраля по август.

## Взаимодействие с человеком
Данных для определения статуса сохранности коричневой кошачьей акулы недостаточно. Известно, что эти акулы попадают в качестве прилова в сети глубоководных рыболовных траулеров.